# 恩蓬火山
恩蓬火山是印度尼西亞的火山，位於蘇拉威西島北部，與洛孔火山是雙火山，兩者相隔2.2公里，行政方面由北蘇拉威西省負責管轄，海拔高度1,340米，頂峰的火山口闊400米、深150米，最近一次爆發在2003年。